# Lethacotyle vera
Espèce

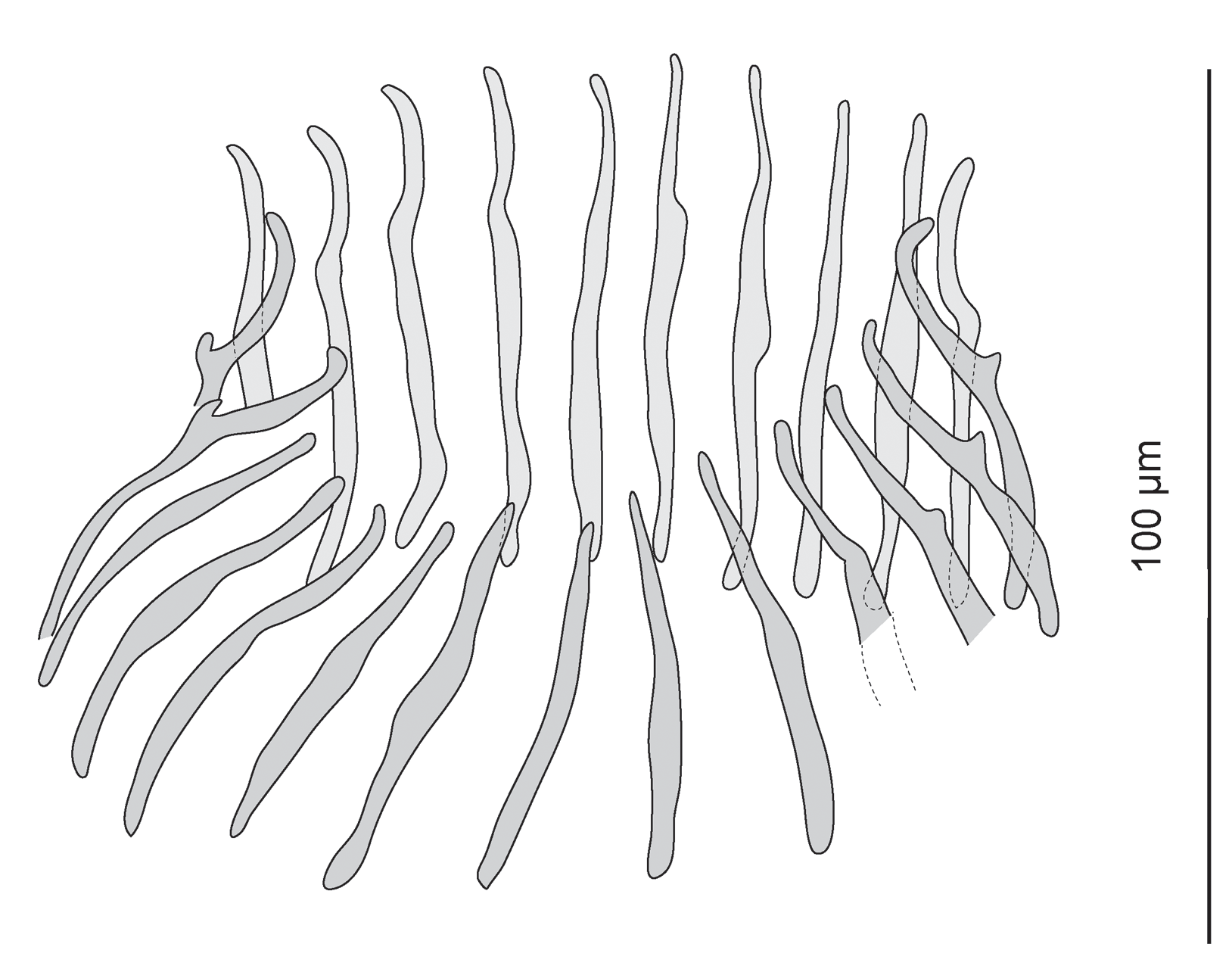
Épines de l'appareil copulateur mâle de Lethacotyle vera.

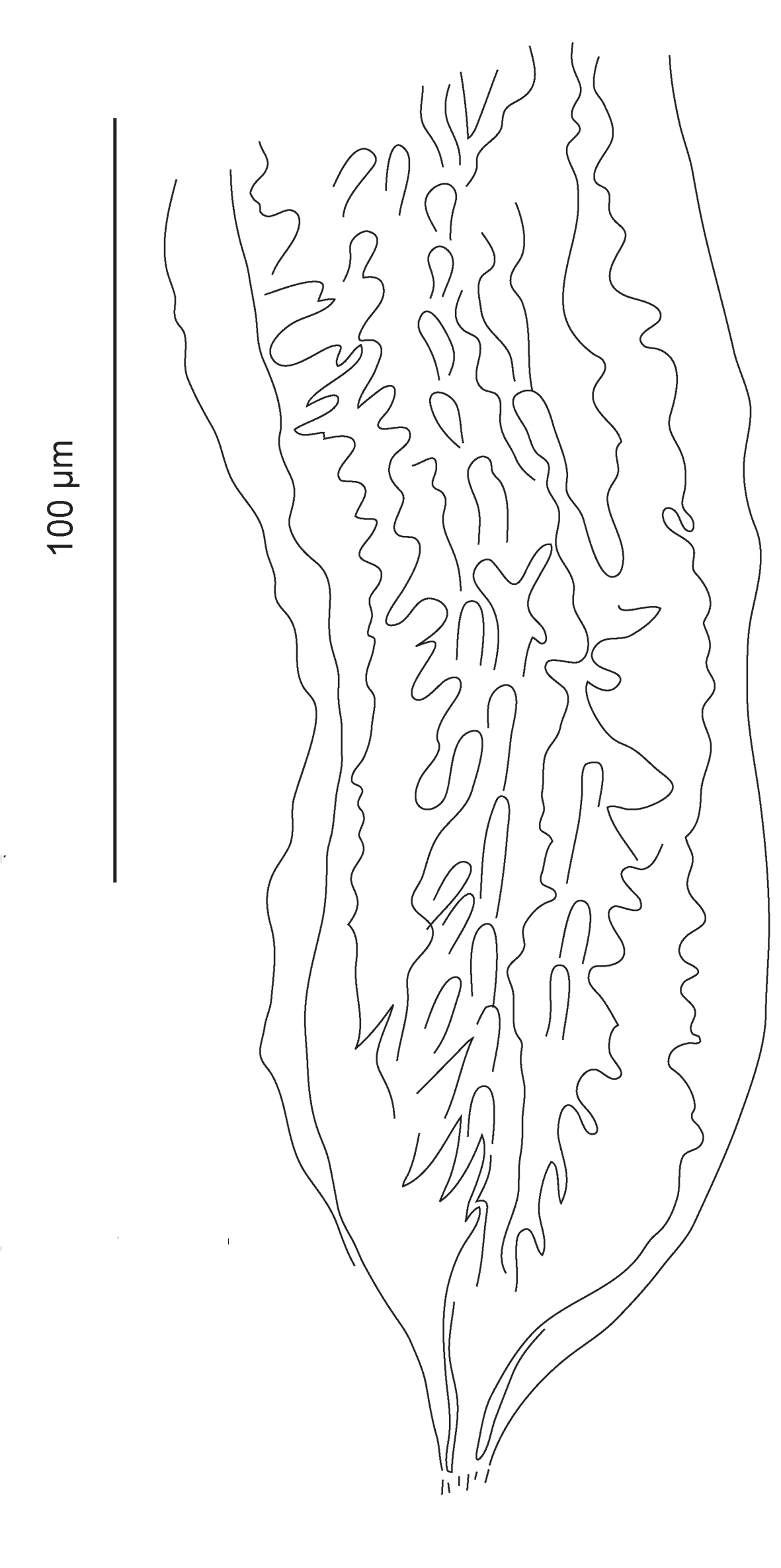
Vagin sclérifié de Lethacotyle vera.

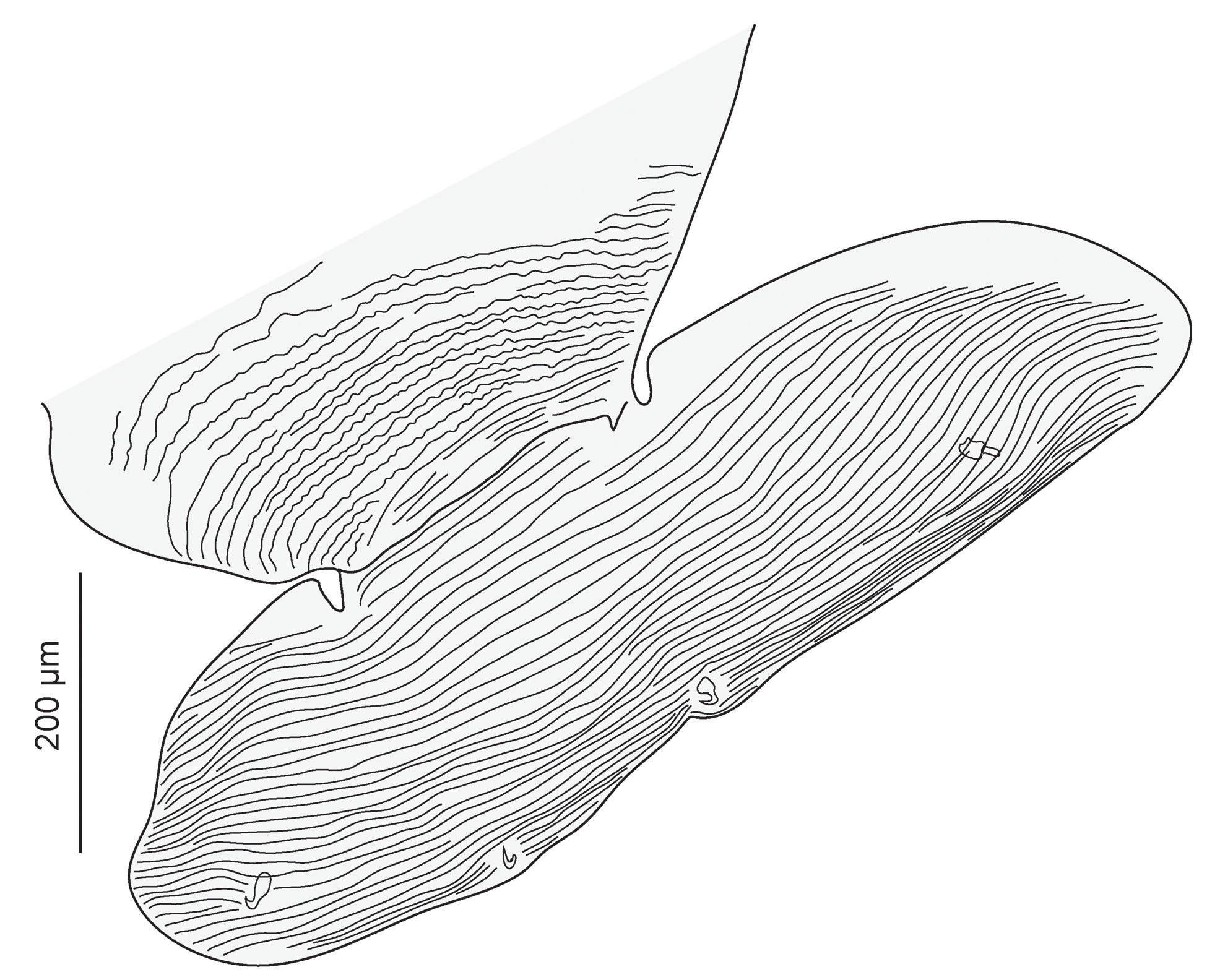
Partie postérieure de Lethacotyle vera; absence de pinces, mais présence de stries transversales.

Lethacotyle vera est une espèce de vers plats, un monogène appartenant à la famille Protomicrocotylidae Johston & Tiegs, 1922.
L'espèce est ectoparasite sur les branchies de la carangue mouchetée Caranx papuensis en Nouvelle-Calédonie, et n'a été trouvée que dans cette localité
,.
C'est la deuxième espèce du genre Lethacotyle Manter & Prince, 1953

, décrite 60 ans après l'espèce-type, Lethacotyle fijiensis Manter & Prince, 1953. La particularité du genre Lethacotyle est que ses membres n'ont pas de pinces sur leur organe postérieur d'attachement (appelé aussi hapteur), au contraire de la majorité des Monogènes Polyopisthocotylea, et en particulier des autres genres de la famille.
Le corps de l'adulte mesure 2,7 à 5,4 millimètres de long. Il est allongé, plat, avec une tête effilée qui porte deux petites ventouses antérieures. Les testicules, antérieurs, sont nombreux, et l'ovaire, postérieur, est unique. Les œufs possèdent deux filaments à leurs extrémités. Les organes copulateurs sont un vagin sclérifié en forme de cône, long de 125 à 175 micromètres, et un appareil copulateur mâle qui inclut un cercle d'épines, au nombre de 21 à 27 et longues de 50 micromètres. La longueur de ces épines est le caractère distinctif principal qui permet de séparer cette espèce de Lethacotyle fijiensis, la seule autre espèce du genre.
La partie postérieure du corps est asymétrique. Elle porte deux volets latéraux et un élément terminal qui est strié. Il n'y a pas de pinces: ceci est une caractéristique du genre Lethacotyle.
L'étymologie du nom de l'espèce, d'après ses auteurs, est "vera", du latin pour vrai, pour indiquer que le genre Lethacotyle, différencié sur la base de l'absence de pinces par Manter & Prince, a bien été basé sur des observations justes.